# Мёрнер, Адольф Ёран
Граф Адольф Ёран Мёрнер аф Морланда (швед. Adolf Göran Mörner; 27 июля 1773, Нерке — 30 января 1838, Стокгольм) — шведский политический и государственный деятель. Лорд шведского королевства. Министр иностранных дел Швеции (15 мая 1837 — 30 января 1838). Государственный министр Швеции. 

## Биография
Графского происхождения. С девятилетнего возраста был зачислен прапорщиком в лейб-гвардию шведской армии, через год назначен камергером короля.Образование получил в Уппсальском университете, поступил на службу в королевскую канцелярию. В 1793 году получил звание переписчика в камерной экспедиции Департамента Швеции. В следующем году, сопровождал дипломатическую миссию в Вену и некоторое время возглавлял её там.
После возвращения в Швецию в 1795 году был назначен вторым секретарём кабинета по иностранной переписке, в следующем году вышел в отставку из гвардии и поступил на службу к герцогине Сёдерманландской. Несмотря на хорошие отношения со двором, выступил в риксдаге в 1800 году как один из самых радикальных оппозиционеров. Из-за этого был отстранён от исполнения обязанностей как при дворе, так и в кабинете министров. После он удалился в своё поместье, посвятив себя управлению фермой, учебе и написанию небольших газетных статей на финансовые и государственные экономические темы.
Государственный переворот 1809 года вернул его к общественной жизни. Был избран членом конституционной комиссии, выступал в риксдаге как активный член партии Маннергейма. Его хорошие знания и парламентское красноречие вскоре привлекли внимание наследника престола.
В 1812 года он был членом секретного комитета, затем  – статс-секретарём торгово-финансовой экспедиции. В 1817 году заключил торговый договор с Соединенными Штатами Северной Америки.
В 1837–1838 годах занимал пост министра иностранных дел Швеции.
В 1818 году был избран членом Шведской академии, также был членом Королевской академии наук (1819) и членом Королевской музыкальной академии. 21 февраля 1826 года Мёрнер стал почётным членом Королевской академии словестности.